# Descenso de River Plate a la Primera B Nacional
El descenso del Club Atlético River Plate a la Primera B Nacional fue un acontecimiento deportivo ocurrido el 27 de junio de 2011 en el Estadio Monumental de Buenos Aires, Argentina. El equipo perdió la categoría por primera vez en su historia tras empatar 1–1 en el partido de vuelta de la promoción frente a Belgrano, luego de haber caído 2–0 en el encuentro de ida. Con un marcador global de 3–1 a favor de Belgrano, River Plate descendió a la segunda categoría del fútbol argentino, generando un impacto sin precedentes en el ámbito deportivo y social del país.
Durante el partido de vuelta, el público local generó graves incidentes que forzaron la suspensión del partido. Se produjeron enfrentamientos de hinchas con la Policía Federal Argentina generándose 68 heridos. Como consecuencia, el recinto fue suspendido.
River Plate disputó la temporada 2011-12 de la Primera B Nacional regresando a la Primera División el 23 de junio de 2012.

## Antecedentes
El C. A. River Plate de Buenos Aires (Argentina), fundado en 1901, es uno de los clubes más populares y uno de los «cinco grandes» del fútbol argentino. Es el club con más Campeonatos de Primera División, con mayor cantidad de puntos cosechados y ocupa el puesto 9.º del ranking de la FIFA del siglo XX. Disputa sus partidos en su Estadio Monumental del barrio Bajo Belgrano(Buenos Aires), el recinto con mayor aforo del país y sede de la final de la Copa Mundial de la FIFA 1978. Algunos de sus jugadores históricos fueron Di Stéfano, Amadeo, Labruna y Alonso.
El descenso de 2011 puso fin a 102 años de permanencia ininterrumpida en la Primera División. River se vio obligado a disputar una temporada (2011-12) en la Segunda División.

### Descenso en el fútbol argentino
Los campeonatos oficiales de fútbol del país son organizados por la Asociación del Fútbol Argentino. Los clubes afiliados disputan anualmente los torneos, los que se dividen en categorías o «divisiones», cada una de las cuales determina una jerarquía u orden de importancia del campeonato en disputa. Los torneos establecen un sistema de ascensos y descensos mediante el cual los mejores equipos del campeonato del año en curso obtienen el derecho a participar, en la siguiente temporada, del torneo de jerarquía superior; así como los peores equipos del torneo superior son castigados de modo que el año entrante participen en el campeonato inferior.
Entre 1986 y 2015 la Primera División del fútbol argentino contó con 20 equipos. Entre mediados de 1991 y mediados de 2012, estos 20 equipos se medían en los llamados torneos Apertura y Clausura, es decir jugaban dos campeonatos locales por año: el Apertura (en el segundo semestre del año) y el Clausura (en el primer semestre del año), el cual finaliza en el invierno austral, finalizando la temporada y definiéndose con ella los ascensos y descensos.
El descenso de equipos a la segunda división (B Nacional) se realizaba a través de un sistema de promedios. Al finalizar cada temporada los dos equipos de peor coeficiente en la tabla de los promedios perdían la categoría, mientras que los clubes ubicados en las posiciones 17.ª y 18.ª de dicha tabla jugaban, a dos partidos, la promoción con los dos equipos del Nacional B que seguían en la clasificación a los que obtenían el ascenso directo -desde el ciclo 2007-08, los que ocupaban el tercero y cuarto puesto al final de la temporada-. El coeficiente se obtiene dividiendo los puntos obtenidos por la cantidad de cotejos disputados, en las últimas tres temporadas. El número total de equipos que cambiaban de división entre temporadas fluctuaba, por lo tanto, entre un mínimo de dos y un máximo de cuatro, de acuerdo con los resultados de las dos promociones que se jugaban por año.
Si bien el sistema condena a los planteles que descienden a pagar por las malas campañas de los de temporadas anteriores, hace que un equipo de una categoría solo descienda luego de un largo período con resultados no satisfactorios, neutralizando o morigerando así las crisis pasajeras de los equipos mejor administrados.
Desde la implementación del sistema de promociones para definir un eventual tercer y cuarto descenso a la Primera B Nacional, en la temporada 1999-2000, solo un equipo de los denominados grandes (Racing Club ante Belgrano, en 2008) había tenido que revalidar su lugar en la máxima categoría en esa instancia; hasta que en junio de 2011, River, por primera vez en su historia, disputó y perdió la promoción a manos del mismo club, siendo este hecho uno de los más impactantes a lo largo de la historia del fútbol argentino.
Hasta ese entonces, solamente dos de los cinco grandes habían perdido la categoría. San Lorenzo de Almagro en la temporada 1981 y Racing Club en la temporada 1983. Posteriormente Independiente se sumaría a la lista en la temporada 2012-13.

## La caída de River

### Torneo Apertura 2008

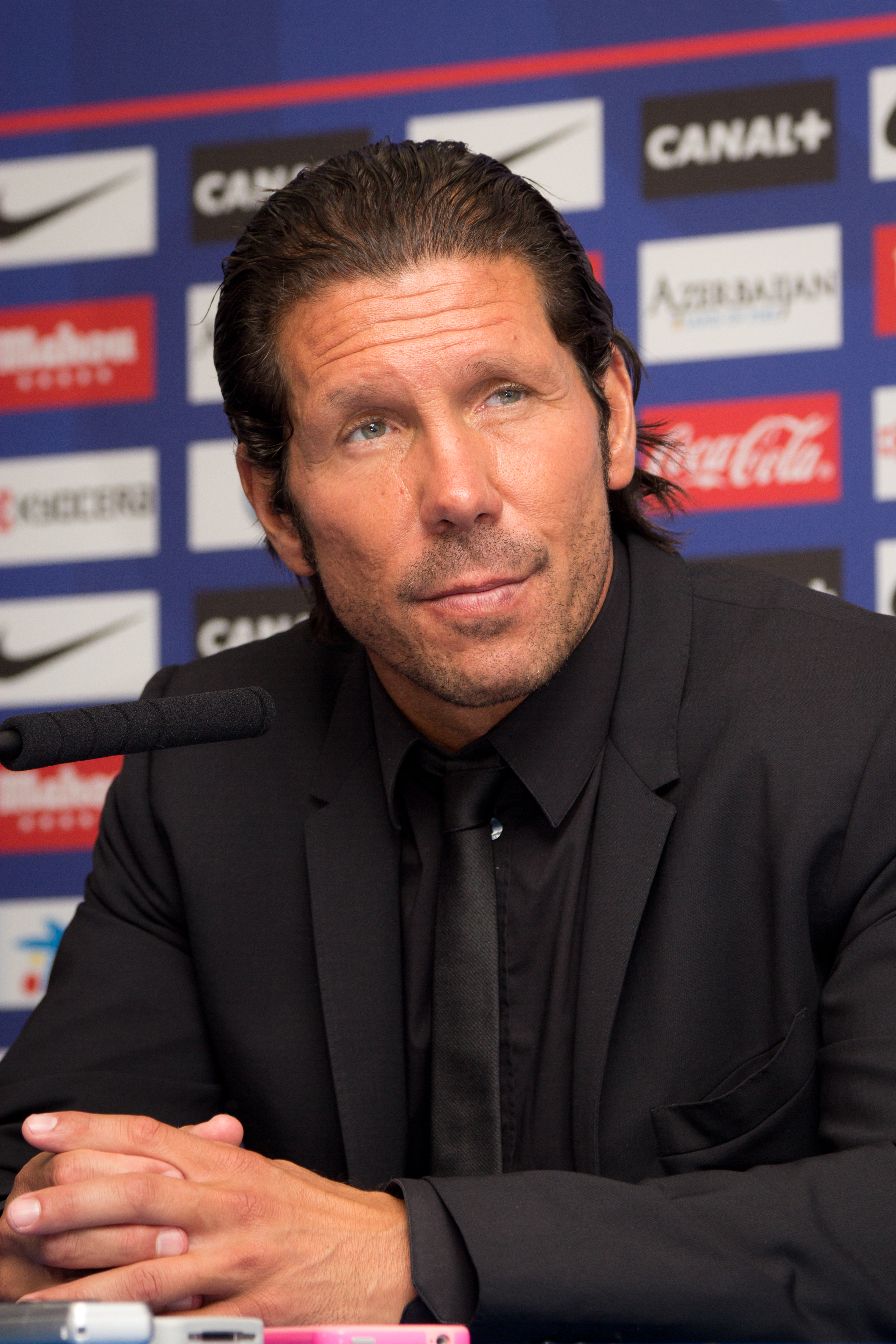
Diego Simeone fue director técnico de River en el Apertura 2008, el único de su historia en que el equipo terminaría último, lo que produjo una fuerte baja en el promedio del descenso.

El 15 de diciembre de 2007, tras un muy flojo Torneo Apertura (en el que terminó 14.vo y perdió con los cuatro equipos recién ascendidos), y habiendo sido previamente comandado por Daniel Passarella, el equipo tuvo como nuevo director técnico a Diego Simeone, que consiguió el campeonato en el Torneo Clausura 2008, tras vencer en la penúltima fecha a Olimpo por 2-1 en el Monumental.
Durante el Torneo Apertura 2008 (temporada 2008-09), el 7 de noviembre, tras un compendio de desastrosas actuaciones a lo largo de ese campeonato, y después de la eliminación de la Copa Sudamericana 2008 a manos del Guadalajara, Simeone anunció que el próximo sería su último partido al frente de River, que terminó 3-3 con Huracán, tras ir perdiendo por 3-0. con esto, Simeone dejó al equipo en la última posición y con solo 9 puntos (1 victoria, 6 empates y 7 derrotas).
Tras este chasco para la institución, asumió como entrenador interino el entonces coordinador de las divisiones inferiores, Gabriel Rodríguez, pero no pudo aportar para corregir la situación. El 13 de diciembre de 2008 quedó último tras el empate 1-1 con Estudiantes de La Plata en el Estadio Ciudad de La Plata.
Esta pésima campaña, considerada sin lugar a dudas como la peor de su historia, afectaría fuertemente la permanencia del club en primera categoría para los próximos años. Esto se debía a que los descensos del fútbol argentino se decidían en base al sistema de promedios, por el cual los clubes que bajan de categoría son los que quedan últimos en la clasificación del descenso; es decir, los que tienen un peor promedio de puntos obtenidos en las últimas tres temporadas (6 campeonatos). Tomando en cuenta las reglas, el paupérrimo torneo del equipo sería un factor determinante en cuanto a los promedios recién para junio de 2011, ya que antes de eso, el promedio de River (calculado sumando las campañas de los últimos 3 años) estaría resguardado por la gran suma conseguida con el Clausura 2008 y torneos anteriores. Así, recién a principios de 2010, se empezaría a tomar conciencia de la gravedad de la situación.

### Torneo Clausura 2009
El 4 de diciembre de 2008, fue confirmado Néstor Gorosito para asumir en la dirección técnica del equipo en sustitución oficial de Simeone. Con él, llegaron las incorporaciones de Mariano Barbosa y Cristian Fabbiani, además de concretarse el retorno de Marcelo Gallardo.
El Torneo Clausura 2009 cerró la temporada 2008-09 de la Primera División Argentina. A lo largo del campeonato, el equipo fue decayendo en su nivel futbolístico, evidenciado en la derrota 1-5 con San Lorenzo y 0-4 con Huracán. Adicionalmente, quedaba eliminado en la fase de grupos de la Copa Libertadores 2009 (por segunda vez desde 2007) y no volvería a participar en este torneo sino hasta 2015.
River terminó en el puesto 8.vo, cosechando 27 puntos en 19 encuentros. En la tabla de descensos, River se colocó como 6.º, con un promedio de 1,561 puntos.

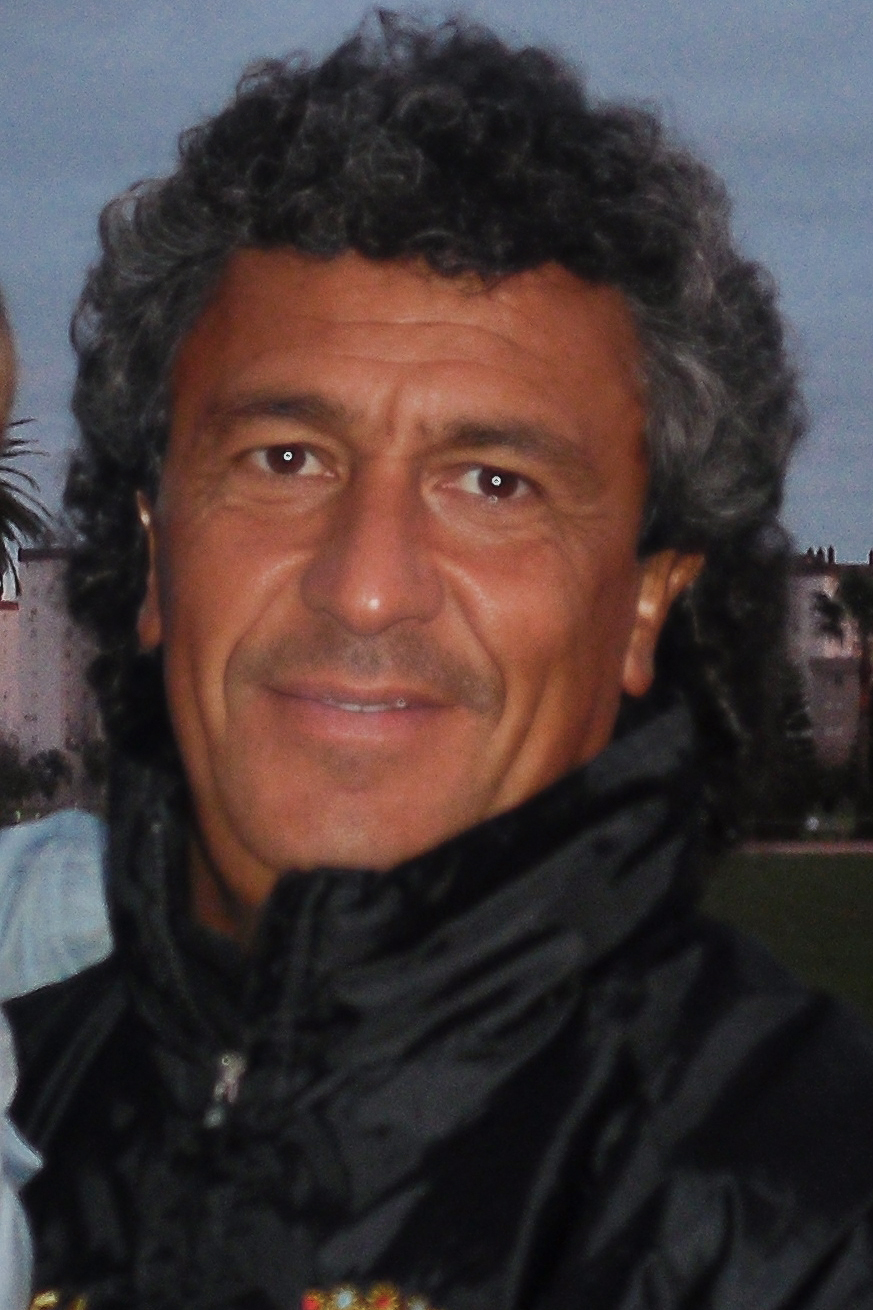
Néstor Gorosito fue el DT de River en los torneos Clausura y Apertura 2009.

### Torneo Apertura 2009
Para enfrentar al Torneo Apertura 2009, y ante la premura del equipo y la preocupación por conseguir resultados positivos, se fichó a Matías Almeyda (luego de estar tres años retirado) y Ariel Ortega (tras concluir su cesión a Independiente Rivadavia). Sin embargo, el equipo no recuperó nivel, terminado con la renuncia de Gorosito tras la derrota ante San Lorenzo en la 7.ª fecha. Todo esto estaba siendo ocasionado por el caos múltiple que se vivía en el plantel en aquellos momentos: la eliminación temprana de la Copa Sudamericana, la falta de refuerzos de jerarquía y la presión de la hinchada por los flojos desempeños del plantel (en especial de Cristian Fabbiani). Recién luego de la 9.ª fecha del campeonato, y con la contratación de Leonardo Astrada como Director Técnico del equipo, por fin se comenzaron a ver signos de mejoras, especialmente en la parte defensiva. River terminaría aquel torneo en el puesto 14 y con 21 puntos de 57 posibles.
El 5 de diciembre de 2009 hubo elecciones para elegir a un nuevo presidente de la institución. Daniel Passarella ganó la elección superando por seis votos al candidato Rodolfo D'Onofrio.

### Torneo Clausura 2010

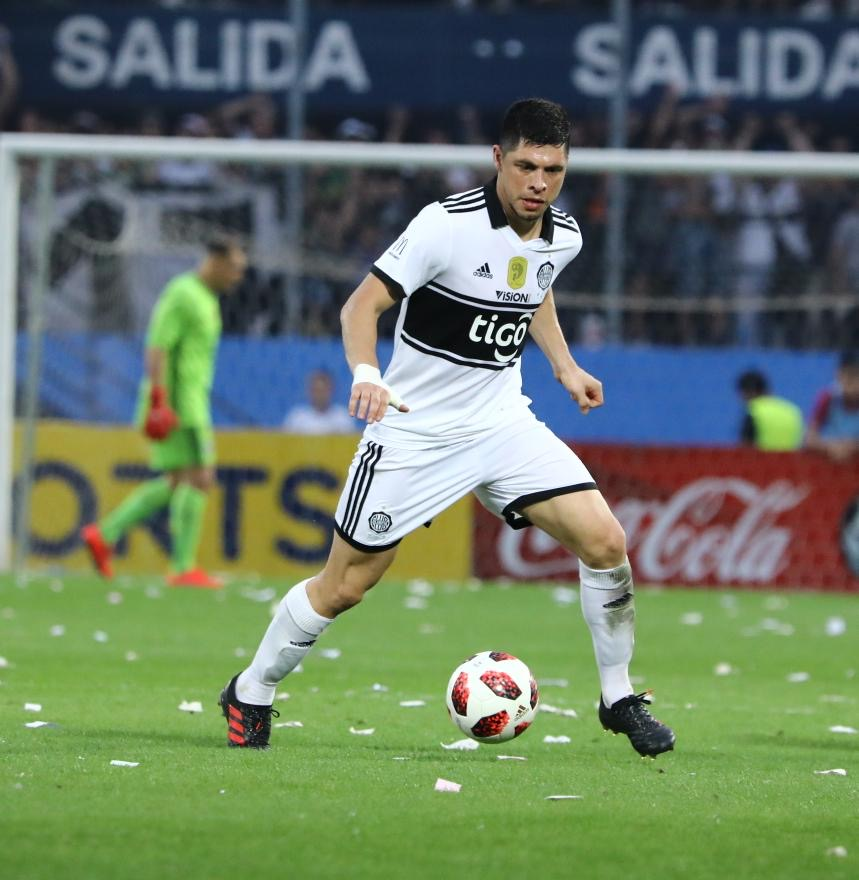
Rodrigo Rojas fue uno de los 3 jugadores que llegaron a River para enfrentar el complicado Clausura 2010.

En primera instancia, y por los malos resultados obtenidos en el torneo anterior, River arrancaría el siguiente año muy mal posicionado en la tabla del descenso "imaginaria" para 2011 (ya que todavía faltaban por definirse los descensos del 2010). Ante el crecimiento cada vez más rápido de esta problemática, los medios encendieron las alarmas y todos los ojos empezaron a posarse sobre River; recién entonces, la hinchada empezó a entender lo que podía pasar. A pesar del peligro inminente en el que se encontraba la institución, algunos fanáticos del equipo aún estaban escépticos, pues para ellos, era difícil pensar en la posibilidad de que River descendiera, ya que en más de 100 años de historia, ninguno de los 3 equipos más grandes de Argentina habían descendido jamás (hasta ese momento). Sin embargo, los números decían que el club debía conseguir aproximadamente 30 puntos por campeonato durante los próximos tres para no pelear la promoción. 
Por si fuera poco, las herramientas con las que se contaban para afrontar el problema eran escasas, ya que el club se encontraba con una deuda económica exorbitante, primas por patrocinadores cobradas por adelantado y un plantel con jugadores de poco renombre, los cuales a su vez (varios de ellos) tenían sus pases en propiedad de grupos empresarios. Y para terminar de complicar aún más el asunto, los problemas extra futbolísticos de Ortega (que generaron problemas con la dirigencia anterior) y Fabbiani habían empeorado las relaciones con los hinchas, especialmente con la barra brava. Con todo esto, la pésima gestión de Aguilar había dejado al club al borde del precipicio.
El Torneo Clausura 2010, constituyó la segunda parte de la temporada 2009-10 de la Primera División de Argentina. Para el mercado de pases de cara a dicho torneo, Passarella apuntó a satisfacer las necesidades de Astrada, fichando a Rodrigo Rojas, proveniente de Olimpia de Paraguay, Juan Manuel Díaz, exlateral de Estudiantes de La Plata y Alexis Ferrero, jugador de Colón de Santa Fe. Dada la continuación de malos resultados, y luego de la fecha 14, Astrada renunció al equipo y fue relevado por Ángel Cappa. Después del arribo del nuevo entrenador, River volvió a la victoria, venciendo a Godoy Cruz, Vélez Sársfield y Racing en las siguientes fechas del torneo. No obstante, en la última, River cayó goleado estrepitosamente ante Tigre por 1-5 en su estadio. La escuadra millonaria terminó clasificada generalmente como 13º, logrando acumular 22 unidades en 19 cotejos. En la tabla porcentual, River quedó 12º, sumando un promedio de 1,315 puntos.

### Torneo Apertura 2010

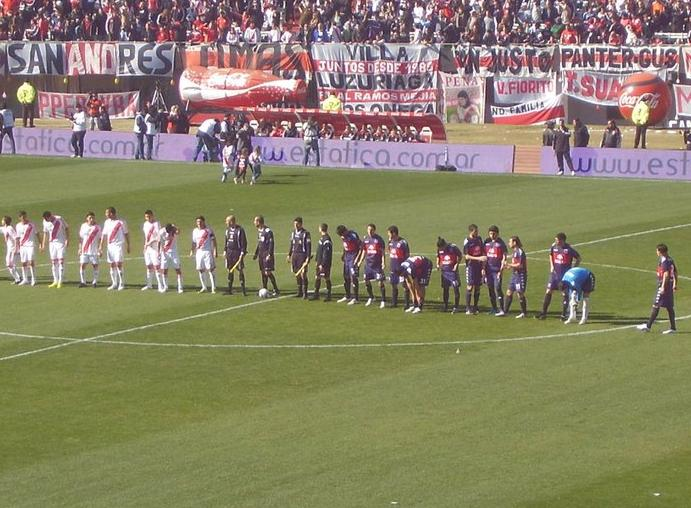
Equipos de River Plate y de Tigre, momentos antes del partido entre ambos por la primera fecha del Torneo Apertura 2010. Partido que iba a finalizar a favor de los Millonarios venciendo 1-0 a los Azules del Norte

En el sistema de promedios, ya no se tendría en cuenta el puntaje obtenido en la campaña en la que el equipo había quedado campeón en 2008, por lo que River arrancó la temporada en la última plaza de la tabla porcentual, con un promedio de 1,105 y en zona de descenso directo. 

La grave agudización del problema porcentual obligó a traer refuerzos. A la institución llegaron para disputar el Torneo Apertura 2010 jugadores como Juan Pablo Carrizo, Mariano Pavone, Leandro Caruso, Jonatan Maidana, y Adalberto Román, a la vez de salir elementos como Facundo Quiroga, Martín Galmarini y Gustavo Cabral, cuestionados fuertemente por los seguidores. 

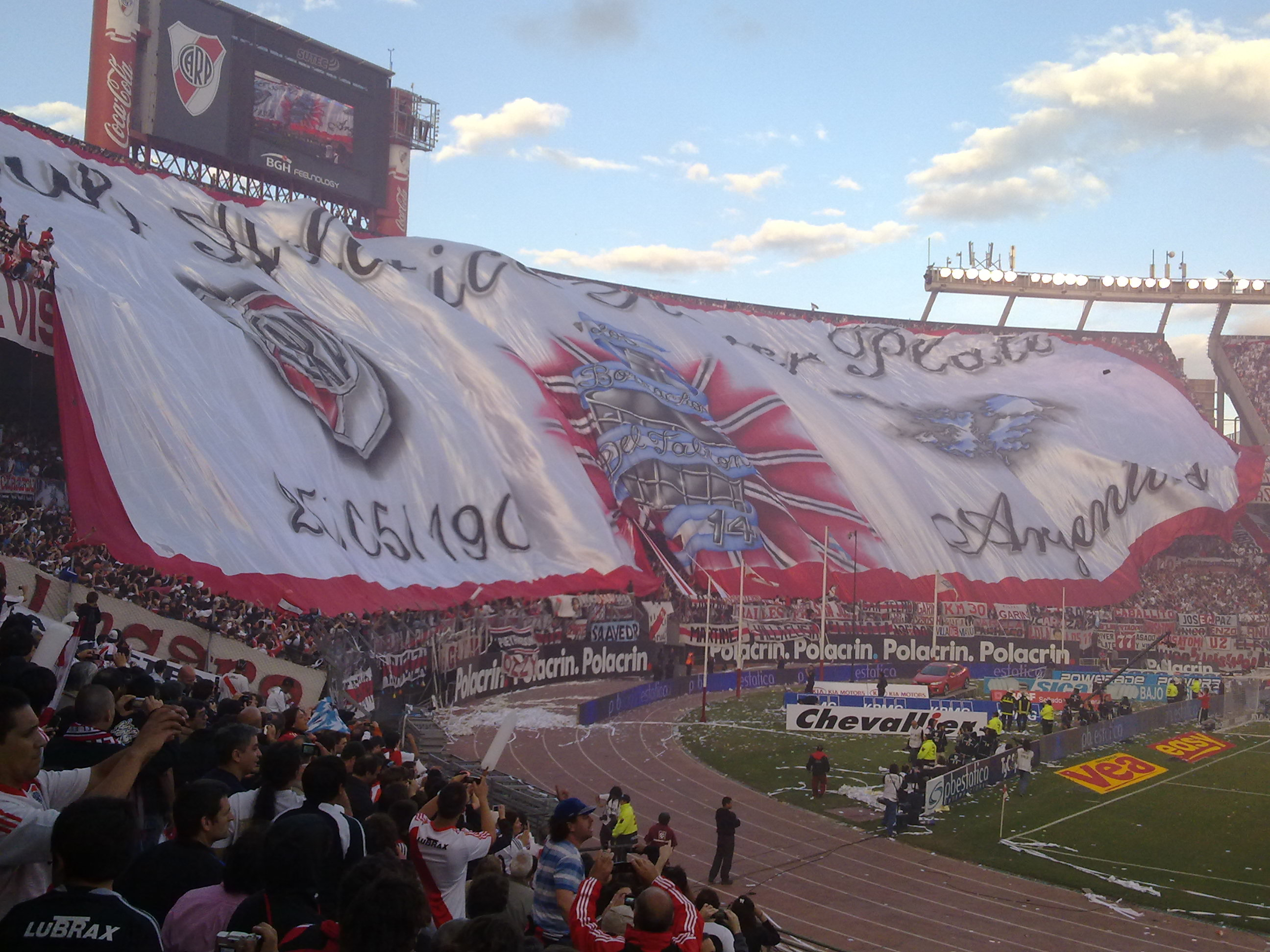
Bandera presentada por la barra de River Plate previo al Superclasico de esa temporada, previo al partido entre los Millonarios y Xeneizes por la decimocuarta fecha del Torneo Apertura 2010, el cual River iba a vencer por la cuenta mínima a Boca por 1-0.

Durante el Apertura 2010, el equipo tuvo un comienzo auspicioso al exhibir un buen nivel de juego, y aunque tenían algunos problemas en su sistema de defensa, el récord del equipo en ese entonces se mostraba positivo y hasta prometedor, pues indicaba 4 partidos ganados contra 1 igualado y 2 derrotas. Tras una lesión de Almeyda en la 8.ª fecha, el rendimiento del equipo volvió a decaer y Cappa fue despedido, siendo reemplazado de forma interina por Juan José López. Este cambió la táctica, volviéndola más defensiva con una línea de 3 centrales, dos laterales y un doble 5. Así, empezó con una victoria contra Boca Juniors en el Monumental y terminó el campeonato de muy buena manera, consiguiendo en total 13 puntos de 18 en juego (4 victorias, un empate y una derrota). En total, River terminaría el torneo como cuarto y con 31 puntos ganados (8 victorias, 7 empates y 4 derrotas).

## Descenso
River debería disputar el Clausura 2011 con el único objetivo de no descender de categoría. A pesar de esto, Passarella tomó la decisión de ratificar a López como técnico del equipo dado a la confianza que éste se había ganado por parte de los directivos tras cerrar de buena manera el torneo anterior. Esta decisión provocó reclamo por parte de la afición del club, pero éste se hallaba en una situación económica tan difícil que no tuvo más remedio que vender a Ariel Ortega y contratar a como único fichaje a Fabián Bordagaray. 
River comenzó el torneo de muy buena manera, incluso llegando a ser puntero del campeonato en la fecha 9. En la fecha 10, igualaron a 0 con Gimnasia de La Plata y se impusieron en la siguiente contra Racing, pero después, se dan 3 resultados negativos de manera consecutiva que sumergen a River en lo anímico. Dos derrotas por marcador de 2 a 0 ante All Boys y Boca Juniors, y un empate a un gol con San Lorenzo, terminaron abatiendo mucho al equipo.
Luego de esto, el equipo cayó en picada. De los últimos 21 puntos disponibles, River solo pudo sumar 4, lo que lo dejó en la novena posición al final del campeonato, recolectando 26 puntos; asimismo, quedaba 17º en la Tabla de Promedios, con un promedio de 1,236, a 0,027 (4 puntos) del último "salvado" que fue Tigre, lo que condenaba al club a jugar la promoción.

### Los partidos de la Promoción
Dado que finalizó la temporada 2010-11 en el puesto 17.º de la tabla de promedios (1,236), River se vio obligado a jugar la promoción. Gimnasia y Esgrima La Plata (18.º) y Huracán (19.º) disputaron un partido para definir otro descenso (descendió Huracán) y Quilmes (20.º) descendió inmediatamente. Por su parte, Belgrano había alcanzado esta instancia al quedar 4.º en la Primera B Nacional 2010-11, clasificando a la promoción.

#### Tabla de posiciones de descenso entre el 15° y 20° lugar
| Pos. | Equipo                  | Promedio | 2008-09 | 2009-10 | 2010-11 | Total | PJ  |
| ---- | ----------------------- | -------- | ------- | ------- | ------- | ----- | --- |
| 15.º | Olimpo                  | 1,263    | –       | –       | 48      | 48    | 38  |
| 15.º | Tigre                   | 1,263    | 62      | 32      | 50      | 144   | 114 |
| 17.º | River Plate             | 1,236    | 41      | 43      | 57      | 141   | 114 |
| 18.º | Gimnasia y Esgrima (LP) | 1,096    | 55      | 37      | 33      | 125   | 114 |
| 19.º | Huracán                 | 1,096    | 58      | 37      | 30      | 125   | 114 |
| 20.º | Quilmes                 | 1,026    | –       | –       | 39      | 39    | 38  |

### Sedes
| Córdoba                        | Buenos Aires                   |
| ------------------------------ | ------------------------------ |
| Estadio Gigante de Alberdi     | Estadio Monumental             |
| Capacidad: 38 500 espectadores | Capacidad: 85 000 espectadores |
|                                |                                |

#### Partido de ida
Tal como indica el reglamento, la llave de ida se jugó el día miércoles 22 de junio de 2011 en el Estadio Julio César Villagra. El técnico de River sorprendió al poner a un equipo integrado con muchos juveniles, dejando en el banco a hombres con experiencia como Mariano Pavone, Leandro Caruso y Jonatan Maidana. El partido finalizaría con el tanteador favorable a los locales por 2 a 0. El primer gol fue convertido por el mediocampista César Mansanelli a los 25' de juego; surgió de un penal sancionado por el árbitro Néstor Pitana a causa de que una mano del defensor paraguayo de River Adalberto Román fue juzgada como intencional por el línea Yamil, pues Pitana la había ignorado. El segundo tanto, llegó a los 4' del segundo tiempo, Mansanelli tiró un centro desde la derecha, Luciano Lollo cabeceó y César Pereyra empujó la pelota para poner el 2-0 para el conjunto cordobés. Más de diez hinchas de River, algunos de ellos encapuchados, invadieron el terreno de juego, para increpar y agredir a sus jugadores (uno increpó y empujó a Román y otro le pegó una patada en el botín a Arano) provocando la detención del encuentro por un lapso de 20 minutos. A la situación ya muy complicada en la que había quedado River se le agregó que tres titulares indiscutidos del equipo vieron la quinta amarilla del torneo y no pudieron estar en el partido de vuelta: Almeyda, Román, y Ferrari.

##### Ficha del partido
| 1          | POR        | Juan Carlos Olave     |     |
| 2          | DEF        | Gastón Turus          |     |
| 4          | DEF        | Claudio Pérez         |     |
| 6          | DEF        | Luciano Lollo         |     |
| 3          | DEF        | Cristian Tavio        |     |
| 11         | MED        | César Mansanelli      |     |
| 5          | MED        | Guillermo Farré       |     |
| 9          | MED        | Ribair Rodríguez      |     |
| 8          | MED        | Juan Carlos Maldonado | 46' |
| 10         | DEL        | Franco Vázquez        | 64' |
| 7          | DEL        | César Pereyra         | 58' |
| Entrenador | Entrenador | Ricardo Zielinski     |     |

| 1          | POR        | Juan Pablo Carrizo  |     |
| 4          | DEF        | Paulo Ferrari       |     |
| 2          | DEF        | Alexis Ferrero      |     |
| 19         | DEF        | Adalberto Román     |     |
| 3          | DEF        | Carlos Arano        |     |
| 29         | MED        | Mauro Díaz          | 45' |
| 14         | MED        | Ezequiel Cirigliano |     |
| 25         | MED        | Matías Almeyda      |     |
| 10         | MED        | Erik Lamela         |     |
| 37         | MED        | Roberto Pereyra     | 72' |
| 9          | DEL        | Rogelio Funes Mori  | 89' |
| Entrenador | Entrenador | Juan José López     |     |

| 16 | MED | Martín Andrizzi     | 46' |
| 18 | DEL | Mariano Campodónico | 58' |
| 15 | MED | Lucas Parodi        | 64' |

| 11 | DEL | Leandro Caruso  | 45' |
| 6  | DEF | Jonatan Maidana | 72' |
| 7  | DEL | Mariano Pavone  | 89' |

| Balón de fútbol · Penal | 25' | César Mansanelli | 1 – 0 |
| Anotado                 | 49' | César Pereyra    | 2 – 0 |

| Amonestado | 37'   | Guillermo Farré       |
| Amonestado | 46'   | Juan Carlos Maldonado |
| Amonestado | 75'   | César Pereyra         |
| Amonestado | 90+3' | Ribair Rodríguez      |

| Amonestado | 12'    | Erik Lamela     |
| Amonestado | 24'    | Adalberto Román |
| Amonestado | 26'    | Matías Almeyda  |
| Amonestado | 28'    | Paulo Ferrari   |
| Amonestado | 90+15' | Mariano Pavone  |

| Árbitro             | Néstor Pitana |
| Árbitros asistentes | Yamil Bonfá   |
| Árbitros asistentes | Sergio Viola  |

| 1          | POR        | Juan Carlos Olave     |     |
| 2          | DEF        | Gastón Turus          |     |
| 4          | DEF        | Claudio Pérez         |     |
| 6          | DEF        | Luciano Lollo         |     |
| 3          | DEF        | Cristian Tavio        |     |
| 11         | MED        | César Mansanelli      |     |
| 5          | MED        | Guillermo Farré       |     |
| 9          | MED        | Ribair Rodríguez      |     |
| 8          | MED        | Juan Carlos Maldonado | 46' |
| 10         | DEL        | Franco Vázquez        | 64' |
| 7          | DEL        | César Pereyra         | 58' |
| Entrenador | Entrenador | Ricardo Zielinski     |     |

| 1          | POR        | Juan Pablo Carrizo  |     |
| 4          | DEF        | Paulo Ferrari       |     |
| 2          | DEF        | Alexis Ferrero      |     |
| 19         | DEF        | Adalberto Román     |     |
| 3          | DEF        | Carlos Arano        |     |
| 29         | MED        | Mauro Díaz          | 45' |
| 14         | MED        | Ezequiel Cirigliano |     |
| 25         | MED        | Matías Almeyda      |     |
| 10         | MED        | Erik Lamela         |     |
| 37         | MED        | Roberto Pereyra     | 72' |
| 9          | DEL        | Rogelio Funes Mori  | 89' |
| Entrenador | Entrenador | Juan José López     |     |

| 16 | MED | Martín Andrizzi     | 46' |
| 18 | DEL | Mariano Campodónico | 58' |
| 15 | MED | Lucas Parodi        | 64' |

| 11 | DEL | Leandro Caruso  | 45' |
| 6  | DEF | Jonatan Maidana | 72' |
| 7  | DEL | Mariano Pavone  | 89' |

| Balón de fútbol · Penal | 25' | César Mansanelli | 1 – 0 |
| Anotado                 | 49' | César Pereyra    | 2 – 0 |

| Amonestado | 37'   | Guillermo Farré       |
| Amonestado | 46'   | Juan Carlos Maldonado |
| Amonestado | 75'   | César Pereyra         |
| Amonestado | 90+3' | Ribair Rodríguez      |

| Amonestado | 12'    | Erik Lamela     |
| Amonestado | 24'    | Adalberto Román |
| Amonestado | 26'    | Matías Almeyda  |
| Amonestado | 28'    | Paulo Ferrari   |
| Amonestado | 90+15' | Mariano Pavone  |

| Árbitro             | Néstor Pitana |
| Árbitros asistentes | Yamil Bonfá   |
| Árbitros asistentes | Sergio Viola  |

#### Partido de vuelta

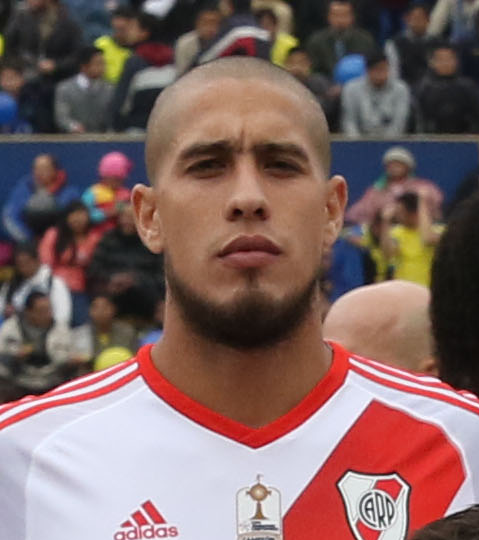
Jonathan Maidana, uno de los defensores que presentó River en el partido en que perdió la categoría.

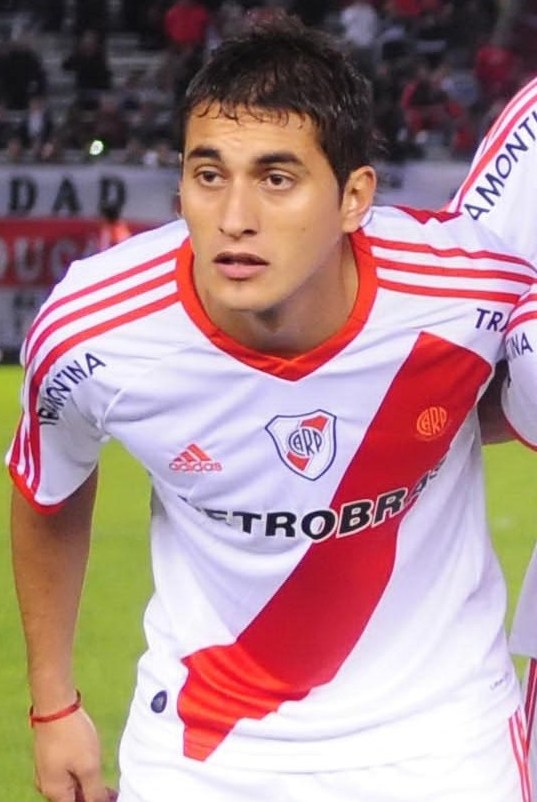
Roberto Maximiliano Pereyra, uno de los centrocampistas que presentó River en el partido en que perdió la categoría.

El 26 de junio a las 15:00 hora Argentina se dio comienzo al partido de vuelta en el Estadio Antonio Vespucio Liberti (Monumental) de River Plate. El árbitro de este cotejo fue Sergio Pezzotta, el cual venía de dirigir la final de la Libertadores entre Santos y Peñarol, además de ser el representante arbitral de Argentina en la Copa América 2011.
Cuando apenas habían transcurrido los 3 primeros minutos de juego, César Mansanelli de Belgrano puso transitoriamente a su equipo en ventaja; sin embargo, Pezzotta invalidó el tanto, alegando una posición fuera de juego.

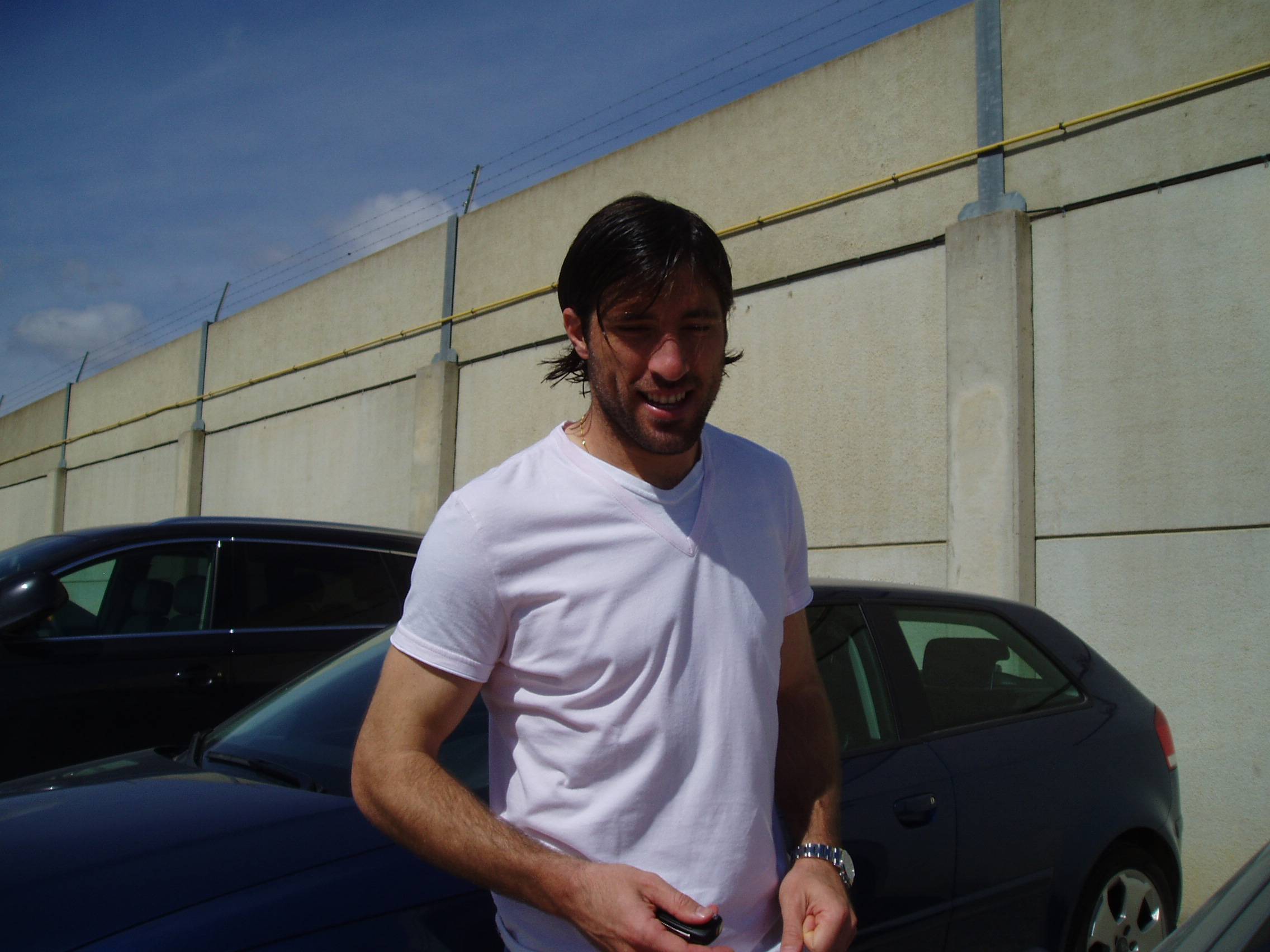
Mariano Pavone, autor del único gol de River en el partido de vuelta de la Promoción, y que también fallo un penal en ese mismo partido.

Dos minutos más tarde a esta jugada, llegó el primer gol válido: el delantero riverista Mariano Pavone puso en ventaja a su equipo, poniéndolo a las puertas del empate y la salvación. Debido a que River era el equipo que defendía la plaza de Primera División, corría con una ventaja deportiva que le permitía mantenerse en Primera en caso de empate global. 
Con el resultado parcial de 1-0 a favor de River Plate, pero, en desventaja de global, cerró la primera parte del partido.
En la segunda parte del cotejo, las acciones distaron mucho de cambiar, hasta que a los 16 minutos de juego, el mediocampista de Belgrano de Córdoba Guillermo Farré supo capitalizar un error de la defensa del club de Nuñez y tras definir a la carrera, estampó el empate que con el correr del tiempo, terminó por convertirse en el resultado final. A pesar de ello las emociones continuaron, cuando a los 24 minutos del complemento Leandro Caruso fue víctima de una falta en el área (por parte de Cristian Tavio) que en esta oportunidad, el árbitro Pezzotta sancionó con tiro penal. El delantero Pavone, que había tomado la responsabilidad de convertir el penal en gol, terminó perdiendo dicha posibilidad al ser su remate contenido por el arquero Juan Carlos Olave.
A los 89 minutos del partido, la parcialidad local empezó a hacer sentir su descontento, tristeza, impotencia, desesperación e indignación arrojando todo tipo de objetos al campo de juego. Esto provocó que el árbitro de por concluido el cotejo a los 44 minutos del segundo tiempo por "falta de garantías". Luego de ello, el Tribunal de Disciplina dictaminó la derrota en el juego para los Millonarios, con el resultado final de 1 a 0 y que terminó por descender a la institución a la segunda división por primera vez en su historia, poniendo fin a 102 años ininterrumpidos en la máxima categoría del fútbol argentino (desde 1909).
Posteriormente, hubo disturbios dentro y fuera del estadio, los cuales fueron protagonizados nuevamente por miembros de la barra brava Millonaria quienes se enfrentaron con la policía y causaron serios destrozos no solo en las instalaciones del club, sino también en los locales comerciales aledaños al escenario deportivo, dando como resultado un total de 89 personas heridas (35 policías) y 50 arrestadas. Ante la magnitud del asunto, el club debió afrontar la clausura preventiva de su estadio.  Al principio, se esperaba que a River le descontaran puntos antes de su debut en la B Nacional pero la sanción sólo se limitó a la clausura del recinto.

##### Ficha del partido
| 1          | POR        | Juan Pablo Carrizo  |     |
| 6          | DEF        | Jonatan Maidana     |     |
| 2          | DEF        | Alexis Ferrero      |     |
| 13         | DEF        | Juan Manuel Díaz    |     |
| 15         | MED        | Facundo Affranchino | 70' |
| 5          | MED        | Walter Acevedo      | 64' |
| 3          | MED        | Carlos Arano        |     |
| 37         | MED        | Roberto Pereyra     |     |
| 10         | MED        | Erik Lamela         |     |
| 11         | DEL        | Leandro Caruso      |     |
| 7          | DEL        | Mariano Pavone      |     |
| Entrenador | Entrenador | Juan José López     |     |

| 1          | POR        | Juan Carlos Olave     |     |
| 2          | DEF        | Gastón Turus          |     |
| 4          | DEF        | Claudio Pérez         |     |
| 6          | DEF        | Luciano Lollo         |     |
| 3          | DEF        | Cristian Tavio        |     |
| 11         | MED        | César Mansanelli      | 86' |
| 5          | MED        | Guillermo Farré       |     |
| 9          | MED        | Ribair Rodríguez      |     |
| 8          | MED        | Juan Carlos Maldonado | 45' |
| 10         | DEL        | Franco Vázquez        |     |
| 7          | DEL        | César Pereyra         |     |
| Entrenador | Entrenador | Ricardo Zielinski     |     |

| 34 | DEL | Daniel Villalva   | 64' |
| 8  | MED | Fabián Bordagaray | 70' |

| 15 | MED | Martín Andrizzi | 46' |
| 16 | MED | Lucas Parodi    | 86' |

| Anotado | 5' | Mariano Pavone | 1 – 0 |

|         |     |                 |       |
| Anotado | 61' | Guillermo Farré | 1 – 1 |

| Tarjeta amarilla | 5'  | Mariano Pavone  |
| Tarjeta amarilla | 18' | Carlos Arano    |
| Tarjeta amarilla | 59' | Erik Lamela     |
| Tarjeta amarilla | 76' | Jonatan Maidana |

| Tarjeta amarilla | 22' | Luciano Lollo    |
| Tarjeta amarilla | 38' | Claudio Pérez    |
| Tarjeta amarilla | 49' | Guillermo Farré  |
| Tarjeta amarilla | 66' | Cristian Tavio   |
| Tarjeta amarilla | 79' | César Pereyra    |
| Tarjeta amarilla | 81' | Ribair Rodríguez |

| Árbitro             | Sergio Pezzotta   |
| Árbitros asistentes | Javier Uziga      |
| Árbitros asistentes | Francisco Noguera |

| 1          | POR        | Juan Pablo Carrizo  |     |
| 6          | DEF        | Jonatan Maidana     |     |
| 2          | DEF        | Alexis Ferrero      |     |
| 13         | DEF        | Juan Manuel Díaz    |     |
| 15         | MED        | Facundo Affranchino | 70' |
| 5          | MED        | Walter Acevedo      | 64' |
| 3          | MED        | Carlos Arano        |     |
| 37         | MED        | Roberto Pereyra     |     |
| 10         | MED        | Erik Lamela         |     |
| 11         | DEL        | Leandro Caruso      |     |
| 7          | DEL        | Mariano Pavone      |     |
| Entrenador | Entrenador | Juan José López     |     |

| 1          | POR        | Juan Carlos Olave     |     |
| 2          | DEF        | Gastón Turus          |     |
| 4          | DEF        | Claudio Pérez         |     |
| 6          | DEF        | Luciano Lollo         |     |
| 3          | DEF        | Cristian Tavio        |     |
| 11         | MED        | César Mansanelli      | 86' |
| 5          | MED        | Guillermo Farré       |     |
| 9          | MED        | Ribair Rodríguez      |     |
| 8          | MED        | Juan Carlos Maldonado | 45' |
| 10         | DEL        | Franco Vázquez        |     |
| 7          | DEL        | César Pereyra         |     |
| Entrenador | Entrenador | Ricardo Zielinski     |     |

| 34 | DEL | Daniel Villalva   | 64' |
| 8  | MED | Fabián Bordagaray | 70' |

| 15 | MED | Martín Andrizzi | 46' |
| 16 | MED | Lucas Parodi    | 86' |

| Anotado | 5' | Mariano Pavone | 1 – 0 |

|         |     |                 |       |
| Anotado | 61' | Guillermo Farré | 1 – 1 |

| Tarjeta amarilla | 5'  | Mariano Pavone  |
| Tarjeta amarilla | 18' | Carlos Arano    |
| Tarjeta amarilla | 59' | Erik Lamela     |
| Tarjeta amarilla | 76' | Jonatan Maidana |

| Tarjeta amarilla | 22' | Luciano Lollo    |
| Tarjeta amarilla | 38' | Claudio Pérez    |
| Tarjeta amarilla | 49' | Guillermo Farré  |
| Tarjeta amarilla | 66' | Cristian Tavio   |
| Tarjeta amarilla | 79' | César Pereyra    |
| Tarjeta amarilla | 81' | Ribair Rodríguez |

| Árbitro             | Sergio Pezzotta   |
| Árbitros asistentes | Javier Uziga      |
| Árbitros asistentes | Francisco Noguera |

## Consecuencias

Matías Almeyda asumió como director técnico inmediatamente después de consumado el descenso.

- Al día siguiente, el 27 de junio, el director técnico del equipo, Juan José López, renunciaba a continuar desempeñando, tanto ese, como cualquier otro cargo en la institución.

- Asumió como su sucesor el, ahora exjugador del club, Matías Jesús Almeyda quien estaría acompañado por Gabriel Amato,[13] José Chamot[14]
- Un fanático de 23 años de la localidad de Don Torcuato se cortó las venas.[15] Otro joven de la misma edad se suicidó arrojándose a las vías del ferrocarril Urquiza, en el partido de Tres de Febrero.[16]
- Daniel Passarella, presidente de la institución, anticipó que no dimitiría, manteniéndose en él hasta que finalizara; expresó: «Me van a tener que sacar con los pies para adelante»; ese mismo día, fue víctima de múltiples amenazas.
- En un reportaje por ESPN Radio Rivadavia, cuando se le cuestionó sobre la posible reprimenda al club a causa de los considerables desastres, Passarella declaró: «No sé nada, pero no nos consideramos responsables de lo que pasó, en absoluto....Cómo nos van a clausurar la cancha si yo pagué 2200 efectivos…».[17] A su vez, este mismo negó que pediría para el club una convocatoria de acreedores, a lo cual añadió: «Al campeonato económico le vamos ganando por goleada. Agarramos el club con 220 millones de déficit y en nuestro primer semestre tuvimos un balance positivo de 21 millones, habiendo vendido a un solo jugador (Buonanotte)».[18]
- El Estadio Monumental fue clausurado por el fiscal Gustavo Galante.
- En los alrededores del estadio, en especial en el eje de la Avenida del Libertador entre Montañeses y Monroe, 60 negocios fueron saqueados y dañados, así como 150 vehículos particulares, y frentes de Blindex de decenas de casas y edificios de departamentos. La asociación Defendamos Buenos Aires consideró que había, al menos, 4 millones de pesos en daños a particulares, sosteniendo que los responsables de indemnizar a los damnificados serían el Club Atlético River Plate, el gobierno nacional, y el gobierno de la ciudad.[19]
- La empresa de indumentaria auspiciante, Adidas, vistió al equipo sobre la base de un contrato de seis años por 20 millones de dólares, el cual sería vigente hasta el año 2014. A través de un comunicado señaló que continuaría ligada a la institución cuando volviera a Primera División.
- La empresa auspiciante Petrobras tenía un contrato con el equipo de 2,5 millones de dólares por año, el cual vencía en el mes de julio del año 2012. Finalmente, no se renovaría y el club terminaría arreglando con BBVA Francés.
- La empresa auspiciante Tramontina mantenía un vínculo con el equipo por 600.000 dólares, el cual vence en febrero del año 2012. La misma decidió no renovarlo, argumentando conflictos para comercializar sus productos en el país debido a las trabas a las importaciones de productos impuestas por el gobierno.[20]
- Del plantel de River, se marcharían Ferrero y Arano, debido al término de sus contratos. Maidana, Caruso y Juan Manuel Díaz pedirían su libertad de acción a cambio del dinero que el club les adeuda.[21] Lamela, Ocampos y Pereyra fueron negociados a Europa, mientras que Buonanotte debía volver al Málaga español, que lo había fichado en enero.
- La casa del vocal oficialista, Daniel Mancussi, fue atacada por un grupo de personas con una bomba molotov, provocando daños materiales.[22]
- Exintegrantes del equipo de River manifestaron sus deseos de volver al club para potenciarlo en la B Nacional, entre ellos estaban Germán Lux,[23][24]
- Fernando Cavenaghi también expresó su deseo de regresar a la institución, aunque, en un principio, fuera reticente a hacerlo mientras Passarella fuera el presidente: En ningún momento me valoró...él siempre mira hacia arriba, con tono de soberbio.[25] Finalmente, luego de una disculpa personal del propio Passarella, arreglaron sus diferencias.[26]
- Tras disputar la final de la Copa Libertadores 2011 con Peñarol, Nicolás Domingo manifestaría igualmente su anhelo de volver a vestir la playera de River: Soy hincha desde chiquito, me dio una pensión, educación y me formó como persona...me muero de ganas de ponerme la camiseta.[27]
- Ariel Ortega, quien fuera uno de los ídolos Riverplatenses en los años '90, expresó su deseo de jugar en el equipo que disputaría la B Nacional. Este había sido marginado del plantel por Juan José López, pero a pesar de ello, aún mantenía un contrato con la institución. Finalmente, Almeyda le ofreció un lugar en el cuerpo técnico, pero descartó tenerlo en cuenta como jugador.[28]
- Muchos de estos jugadores, lejos de recibir la bienvenida de la dirigencia de River, fueron descartados por Passarella, quién aseguraba que: sólo nos interesaba contar con Fernando Cavenaghi,[29] además de la vuelta de Cristian Nasuti y Domingo, asimismo indicó que: Almeyda no tiene intenciones de que siga Ortega.[30]
- En su andar en segunda división, los partidos de River en los que jugaría como visitante serián transmitidos por la televisión abierta del programa Deportes para Todos, según comunicó el titular de la Autoridad Federal de Servicios de Comunicación Audiovisual (AFSCA), Gabriel Mariotto.[31]
- El diputado bonaerense y candidato a presidente por el radicalismo, Ricardo Alfonsín, señalaba en un comunicado que pedía la renuncia de la ministra de Seguridad, Nilda Garré, «por inoperante e irresponsable», insinuando que el gobierno no había tomado medidas de prevención «para no pagar costos políticos»; consideró que la violencia luego del partido se podía haber evitado si se tomaba la decisión de disputar el encuentro en el estadio Monumental a puerta cerrada.[32]
- El fiscal Penal Contravencional y de Faltas de la Ciudad de Buenos Aires que llevaba adelante la causa de los incidentes en el estadio, Gustavo Galante, confirmó que, por los molinetes, ingresaron más de 54 000 personas aquella tarde, cuando el lugar estaba habilitado para albergar menos de 42 000.[33]
- Jonatan Maidana, en el programa Deportivo Télam, habló de la deuda del equipo rojiblanco con sus futbolistas: "Hay varios jugadores a los que les deben casi dos años de sueldos".[34]
- Passarella presentó los primeros resultados de la auditoría de la gestión anterior; entre los datos destacados, hay un reclamo por 3.962.632 dólares contra los exdirectivos José María Aguilar y Mario Ernesto Israel por mal desempeño en el cargo y violación de la ley y del estatuto, imputándolos con motivo de la cesión de porcentaje relativo a la futura transferencia del pase del jugador de la entidad Fernando Daniel Belluschi.[35]

### El amedrentamiento al árbitro

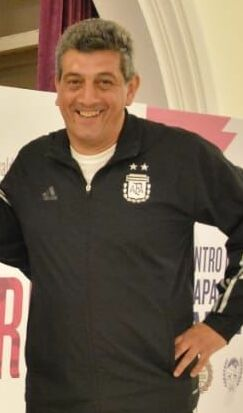
Sergio Pezzotta, fue el blanco de criticas por la barra de River durante el encuentro de Vuelta.

- El informe que el silbante Sergio Pezzotta elevó a la Asociación del Fútbol Argentino tras el partido señalaba que, en el entretiempo de dicho encuentro, recibió amenazas de parte de miembros de la barra brava de River: «Si no nos cobrás un penal no salís vivo; te vamos a matar, cobrá un penal o te vamos a matar» es la frase que consta en el informe. Antes de arbitrar en el segundo período, éste comunicó la agresión a los encargados del operativo policial, quienes cambiaron su custodia personal.[36] Tras la amenaza, sancionó un penal muy cuestionable para el equipo local (con la serie 1-3) aunque, ejecutado por Mariano Pavone, fue contenido por el arquero de Belgrano, Juan Carlos Olave.
- Las imágenes de un video grabado por las cámaras del estadio, el cual está en manos de la Justicia y del Ministerio de Seguridad de la Nación, muestran como cuatro hombres de estrecha confianza de Passarella franquean el ingreso en el entretiempo a los ocho barras que apretaron a Pezzotta. En él se ve a Gabriel Riccio, el hombre fuerte de seguridad de River, hablando con dos subalternos: Néstor "Bebote" Morelli, y Francisco "Jajo" Bierniakowicz, este último sería quien repartiría entre los integrantes de la barra las entradas dadas por la dirigencia durante la gestión Passarella. Morelli es, además de vocal suplente, el encargado del Estadio Monumental; viajó al Mundial de Sudáfrica gracias a que Passarella le había cedido su pasaje. Después, se podía observar a Bierniakowicz hablar con Martín Araujo, el jefe de Los Borrachos del Tablón, explicándole que no podían ingresar por el hall principal, ya que se encontraba custodiado por policías, aunque sí era posible por la puerta Maratón, la cual fue abierta por Morelli.
- Con dicho material, las autoridades tendrían pruebas de que la apretada a Pezzotta había sido armada entre la barra y la dirigencia, por lo tanto, River se exponía a la clausura de su estadio por 20 fechas, así como la quita de 18 unidades para el próximo torneo, pues a Nueva Chicago le habían sido retirados 18 puntos cuando se comprobó la connivencia barra-dirigencia.
- Ante la fiscalía de Saavedra, un miembro de la «Unidad de Coordinación de Seguridad y Prevención de la Violencia en Espectáculos Futbolísticos» declaró que un colega escuchó en el entretiempo al secretario del club, Daniel Bravo, decir por teléfono: “Háganlo ahora, pero háganlo rápido”. Para saber si la orden era para uno de los capos de Los Borrachos del Tablón, la Justicia cruzaría los llamados.[37]
- Ante el caríz que estaban tomando los acontecimientos, el propio Passarella pidió, en una entrevista para el canal C5N, un encuentro con Cristina Fernández de Kirchner, quien tan sólo poco tiempo después, intentaría la reelección como presidenta: "Quiero aprovechar para pedirle a la señora presidenta una reunión para ver cómo solucionamos algunos temas, me parece que es la única persona capacitada para hacerlo, alguien inteligente como es ella".[38] Passarella pediría la neutralización, o al menos la morigeración, del posible castigo que recibiera la entidad.
- Según el Diario Olé, había un hecho que relaciona al gobierno con el apriete: cuando aún no se había instaurado el programa gubernamental Fútbol para Todos el Gobierno acordó con La Doce y Los Borrachos del Tablón que estos colgarían telones a favor de dicho programa en la edición del SuperClásico del Torneo Clausura 2009 a cambio de borrarlos de la lista del derecho de admisión; entre los beneficiados, se encontraba Gustavo Larrain, uno de los que aparecían en el video del apriete al árbitro.[39]
- Del gobierno, la única que aún mantiene una línea dura es la ministra de Seguridad Nilda Garré: "La agresión a Pezzotta sería responsabilidad del club. La gente que ingresó está muy identificada con River, son los jefes de la barrabrava. El pasillo es responsabilidad del club. Había dirigentes del club conversando con la barra. Nosotros vamos a aportar filmaciones de la Policía, además del relato policial. Está grabado".[40]
- Sin embargo, el Jefe de Gabinete, Aníbal Fernández, señala que la posición del gobierno será respaldar al club: "...por 300 tarados que hacen cosas así, no se tiene que caer sobre los clubes, sino sobre las personas". El Gobierno pretende que el fallo recién salga después de las elecciones del 10 de julio para jefe de Gobierno porteño, para no afectar al candidato oficial, Daniel Filmus. La sanción sería de menos de la mitad de las 20 fechas de clausura como se había planteado. El Tribunal de Disciplina de AFA posee la potestad de efectuar las quitas de puntos, al parecer, esta sería casi simbólica, cercana a los tres puntos, pues Julio Grondona, el presidente de la AFA, no quiere "mandar a los clubes a la parrilla".[40]
- Grondona, sobre el tema de la quita de puntos, declaró a Radio 10: Castrilli (extitular del SUBSEF) tenía un sistema de quita de puntos; hace 5 años que la AFA no saca puntos; por lo que se desprende que no habrá quita para River.[41]
- Según el diario Olé, si bien en el Tribunal de Disciplina hay una minoría que apoya un descuento de 3 a 6 unidades para el club, en el fallo definitivo (que se conocerá recién a fines de julio) la mayoría pretende aplicar una jurisprudencia que sentó en el 2008: no efectuar descuentos de unidades. Los duros castigos a Almirante Brown y Nueva Chicago (a quienes se le quitaron 18 puntos) fueron a mediados del 2007. No podrá eludir una sanción que consistirá en 10 amonestaciones y una fuerte multa; como nota menor, el último partido se lo daría por perdido. En cuanto a los partidos en los que River no podrá hacer de local en el Monumental serían sólo de 5 o 6.[42]
- El fiscal José María Campagnoli dictaminó sobre la connivencia policías-barras-dirigentes en el apriete, y pidió a la jueza Wilma López la detención de ocho personas: Daniel Bravo, Gabriel Riccio, Jajo Biernakiowicz, Néstor Morelli, Martín Araujo, Héctor Caverna Godoy, Gustavo Larraín, y Matías Ponce; este último es el subinspector que está a cargo de las brigadas de la comisaría 51 que trabajan en espectáculos deportivos.[43] En enero de 2012 se dictó el procesamiento de los dirigentes y los barras, quienes serían juzgados por el delito de amenazas coactivas, y podrían recibir una pena de entre seis meses y dos años de prisión.[44]
- También el fiscal acusó a la Policía Federal de hacer la denuncia de la apretada en otra fiscalía para proteger a dicho subinspector pues en la de Saavedra todos lo conocían.[43]
- Finalmente, el 18 de agosto de 2011 (53 días después de los incidentes posteriores al descenso) la Unidad de Coordinación para la Prevención de la Violencia en los Espectáculos Futbolísticos (Ucpevef) dictaminó que el Monumental permanezca inhabilitado por 5 fechas, además que 2 de esos 5 partidos sean sin público en las tribunas. Se eligió para que River actúe como local en dicho período al estadio Tomás Adolfo Ducó del Club Atlético Huracán.[45]

## Estadísticas
- Juan José López completó 27 partidos como director técnico de River. Entre el Apertura 2010 y el Clausura 2011 el equipo venció en 10 oportunidades, empató 10 y perdió 7. Sacó el 49% de los puntos en juego. Fue su cuarto descenso como técnico, pues esto le sucedió en otras tres ocasiones: con Unión de Santa Fe, con Instituto de Córdoba, y con Talleres de Córdoba. De las cuatro veces, en una le ocurrió de manera directa, mientras que en las tres restantes lo hizo por la vía de la Promoción.
- De los 6 torneos a los que se les computó el promedio de puntos obtenidos y que terminaron condenando a River, el período comandado por Diego Simeone fue el que cosechó los peores resultados: lo dirigió en los primeros 14 partidos del Torneo Apertura 2008, logrando 7 empates, 6 derrotas, y sólo una victoria, consiguiendo apenas 23,6% de los puntos en disputa.

## Reacciones
- Alfredo Di Stéfano: Uno de los históricos de River. Allí comenzó su carrera, también en este club fue campeón como jugador en 1945 y 1947, y como director técnico en 1981. En su columna del diario Marca expresó: Es sencillamente para llorar, lo siento mucho. Nos duele a todos los que llevamos este sentimiento por el glorioso River en el corazón. Tantas dudas quedaron visibles, muchos cambios de dirección, ausencia de serenidad.[46]
- Norberto Alonso: Para el diario deportivo Olé expresó: Todavía no caí de la palmera, no me cayeron las fichas, a pesar de que uno fue advirtiendo las cosas que iban pasando. De hecho, tuve que ir a una clínica a tomarme la presión porque me agarró dolor en el pecho: estoy pasando un momento nefasto.[47]
- Enzo Francescoli: señaló: Estoy muy triste por todo lo que pasó. Lo lamento mucho. Lo viví en la distancia, y eso fue mucho peor para mí porque tuve que hacer el duelo solo. Me costó varias noches sin dormir. Cuanto más estemos callados los que estamos fuera, mejor. Para mí es un momento para hacer el duelo, me ha golpeado muy fuerte.[48]
- Marcelo Salas: en la página web RiverPlate.com señaló: Viví el descenso de River como un hincha más, muy triste por el desenlace, creo que nadie se lo esperaba. Pero tengo mucha esperanza de que el club vuelva a la serie que corresponde y revivir todos los momentos lindos que tuvo a lo largo de su historia.[49]
- Carlos Salvador Bilardo: en radio Del Plata manifestó: Todavía no salgo del asombro. Pensaba que no se podía ir, porque River, junto a Boca, Racing, San Lorenzo e Independiente, son equipos grandes. Es una pérdida grande para el fútbol argentino.[50]

## Impacto en la prensa mundial
Al ser River uno de los más importantes clubes de fútbol en el plano internacional, su descenso causó una fuerte conmoción en los medios deportivos de todo el mundo.
En España, el periódico deportivo As tituló: River consuma su desastre y baja; mientras que el diario Marca tituló: River se va al infierno, de igual modo lo hizo la Gazzetta dello Sport de Italia; y Lance! de Brasil: Tragedia: River desciende a la segunda división de Argentina. También en Brasil el diario Folha señaló que: River falla un penal, empata de local y desciende, en la Argentina.
El The Telegraph de Inglaterra tituló: River Plate descendió por primera vez en su historia.

## Regreso a Primera División
El 23 de junio de 2012, 363 días después de consumado el descenso, River concretó el ascenso a Primera División al consagrarse campeón de la Primera B Nacional 2011-12, después de vencer al Club Almirante Brown por 2 a 0, en la última fecha del campeonato.El 5 de agosto de 2012, River nuevamente jugó en el Campeonato de Primera División (2012-13).